# El misterio de Picasso
Le Mystère Picasso (El misterio de Picasso, pero citada más a menudo como El misterio Picasso) es un documental francés dirigido por Henri-Georges Clouzot, estrenado en 1955.

## Ficha técnica
- Realización: Henri-Georges Clouzot.
- Fotografía: Claude Renoir.
- Música: Georges Auric.
- Montaje: Henri Colpi.
- Sonido: Joseph de Bretagne.
- Producción: Henri-Georges Clouzot.
- Productora: Filmsonor.
- Distribución : Gaumont.
- Estreno :
  - Francia: 2 de mayo de 1956 (Festival de Cannes).
  - España: 25 de marzo de 1968, Madrid: Cinema Palace.[1]

## Argumento
El director filma a Picasso pintando sobre un papel especial, que permite ver el dibujo sin dejar ver a Picasso detrás mientras pinta.

## Premios y nominaciones
Presentado al festival de Cannes de 1956, recibió el Prix Spécial du Jury por unanimidad.
Fue también presentada fuera de competición al festival de Cannes de 1982.

## Comentarios
- Henri-Georges Clouzot filmó a Picasso pintado en plano secuencia en cámara fija.
- por otro lado es señalable el uso del color, mientras el artista dibuja a lápiz o carbón el filme es en blanco y negro, mientras que cuando pinta lo hace en color.

La idea de la transparencia para representar la pintura no es revolucionaria. La contemplación de un work in progress sólo había sido parte de pequeños metrajes didácticos. Pero Clouzot alarga esto con audacia.

## Cuando Clouzot conoció a Picasso
El encuentro entre Clouzot y Picasso es treinta años anterior a la película. Desde mediados de los  años 20, Clouzot, joven provinciano de dieciocho años, se instaló en Paris donde siguió a su tío por los cenáculos artísticos. Comenzó entonces una amistad con el entonces ya admirado y cortejado pintor.
Se menciona por primera vez el proyecto de colaboración en 1952, cuando los dos eran casi vecinos, Picasso en Vallauris y Clouzot,ya coronado por el éxito de ‘’El salario del miedo’’, en Saint-Paul. "Es una buena idea, tendremos que volver a hablar de eso" fueron las palabras del pintor cuando Clouzot le expuso la idea de hacer "una película juntos".
El proyecto se relanzó tres años después, cuando Clouzot se consolidó en la práctica de la pintura.. Presentó sus pinturas a Braque y luego a Picasso, quien fue bastante crítico pero muy amable. Sigue habiendo desacuerdos sobre los méritos de esta colaboración, especialmente cuando Picasso le ofrece a Clouzot escribirle un guion. El cineasta lo rechazó y explicó que era mejor para ellos quedarse en su lugar y que lo que le interesaba es la unión entre los dos, no la sustitución de sus respectivos talentos. 
Más tarde, en la primavera de 1955, Picasso llamó a Clouzot para hablarle sobre unos rotuladores fabricados en los Estados Unidos y que acababa de recibir, que tenían la particularidad de tener una tinta capaz de perforar un bloque completo de papel e incluso un lienzo. Se produjo la chispa creativa, se había encontrado el procedimiento: filmar el lienzo al revés y así "asistir al trabajo de creación". Al principio los dos, que habían alquilado los estudios de la Victorina en Niza por su cuenta, tenían la intención de hacer un cortometraje de diez minutos. Obviamente, el alcance del proyecto requirió mucho más tiempo y metraje...

### Ambiente agradable
El rodaje tuvo lugar los meses de julio, agosto y septiembre de 1955. Picasso trabajaba en riguroso silencio. Era importante no distraer su atención para que olvidara la cámara. Estaba absorto en su trabajo, y Clouzot observaba.
Esto llevó a los críticos a preguntarse que qué había hecho Clouzot, salvo decir motor y cortar. Pero éste, muy interesado en la pintura, muestra el mecanismo creativo de un artista, que llevó a Picasso a un grado extremo de tensión y fatiga.
La noticia de que Clouzot estaba haciendo una película sobre Picasso se había extendido por toda la Costa Azul, y la curiosidad trajo al ‘’set’’ y a las proyecciones a grandes personalidades como Prévert, Cocteau o el actor y director Louis Daquin.